# Нижний (Башкортостан)
Ни́жний (баш. Түбәнге) — хутор в Чишминском районе Республики Башкортостан, входит в состав Шингак-Кульского сельсовета.

## География
Расстояние до:
- районного центра (Чишмы): 35 км,
- центра сельсовета (Шингак-Куль): 10 км,
- ближайшей ж/д станции (Шингак-Куль): 10 км.

## Население
| 2002 | 2009 | 2010 |
| ---- | ---- | ---- |
| 171  | ↗195 | ↘188 |

## Улицы
На хуторе имеются две улицы: Новая и Центральная.